# Semion Dejniov
Semion Ivanovich Dejniov (em russo:  Семён Ива́нович Дежнёв; c. 7 de março de 1605 – 1673) foi um explorador russo da Sibéria e o primeiro europeu a navegar pelo estreito de Bering, 80 anos antes de Vitus Bering. Em 1648 ele navegou do rio Kolyma, no Oceano Ártico, para o rio Anadyr, no Pacífico. Sua façanha foi esquecida por quase cem anos e Bering geralmente recebe crédito por descobrir o estreito que leva seu nome.

## Biografia

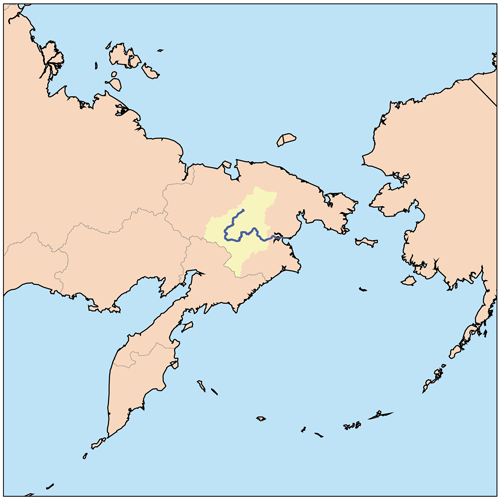
Estreito de Bering e o rio Anadyr. A foz do Kolyma está muito perto da linha vertical na costa do Ártico que marca as fronteiras administrativas de hoje

Dejniov foi um russo Pomor, nascido em 1605, possivelmente na cidade de Veliky Ustyug ou na vila de Pinega. De acordo com a antropóloga Lydia T. Black, Dejniov foi recrutado para o serviço siberiano em 1630, possivelmente como um militar ou agente do governo. Ele serviu por oito anos em Tobolsk e Yeniseisk, e depois foi para Yakutia em 1639, ou possivelmente antes. Diz-se que ele foi um membro do destacamento cossaco sob Beketov, a quem se atribui a fundação de Iacutusque (no rio Lena) em 1632. De qualquer forma, até 1639 ele foi enviado para Yakutia, onde se casou com um Yakut cativo e passou os três anos seguintes coletando yasak (também conhecido como tributo de pele) dos nativos.

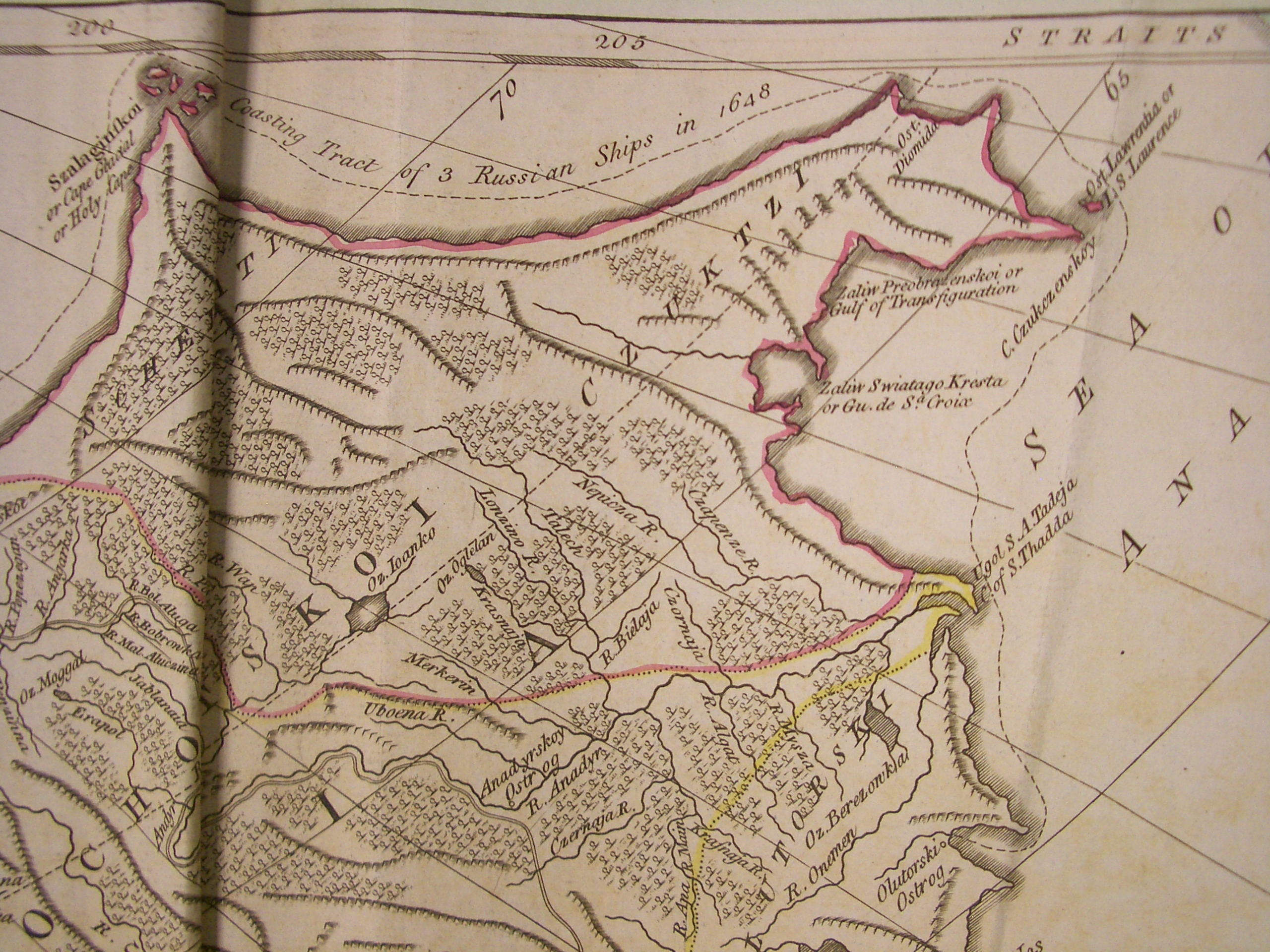
Mapa inicial de Chukotka, mostrando a rota da expedição Dejniov de 1648

A partir de cerca de 1642, os russos começaram a ouvir falar de um "rio Pogycha" a leste que desaguava no Ártico e que a área próxima era rica em pele de sable, marfim de morsa e minério de prata. Uma tentativa de alcançá-lo em 1646 fracassou. Em 1647, Fedot Alekseyev, um agente de um mercador de Moscou, organizou uma expedição e trouxe Dejniov porque ele era um funcionário do governo. A expedição chegou ao mar, mas não conseguiu contornar a Península de Chukchi porque teve que voltar para trás devido ao gelo espesso à deriva.
A partir de cerca de 1642, os russos começaram a ouvir falar de um "rio Pogycha" a leste que desaguava no Ártico e que a área próxima era rica em pele de sable, marfim de morsa e minério de prata. Uma tentativa de alcançá-lo em 1646 fracassou. Em 1647, Fedot Alekseyev, um agente de um mercador de Moscou, organizou uma expedição e trouxe Dejniov porque ele era um funcionário do governo. A expedição chegou ao mar, mas não conseguiu contornar a Península de Chukchi porque teve que voltar para trás devido ao gelo espesso à deriva.
Tentaram novamente no ano seguinte (1648). Fedot Alekseyev foi acompanhado por dois outros, Andreev e Afstaf'iev, representando a casa mercante Guselnikov, com seus próprios navios e homens, enquanto Alekseyev forneceu cinco navios e a maioria dos homens. Gerasim Ankudinov, com sua própria embarcação e 30 homens, também se juntou à expedição. Dejniov recrutou seus próprios homens, de 18 ou 19 anos, para a coleta de peles para lucro privado, como era o costume na época. O grupo total contava entre 89 e 121 pessoas, viajando em embarcações tradicionais koch. Pelo menos uma mulher, esposa de Alekseyev, estava com esse grupo.
Em 20 de junho de 1648 (estilo antigo, 30 de junho estilo novo), eles partiram de (muito provavelmente) Srednekolymsk e navegaram rio abaixo até o Ártico. Durante o ano seguinte, soube-se pelos cativos que dois koches haviam sido destruídos e seus sobreviventes mortos pelos nativos. Outros dois koches foram perdidos de uma forma que não é registrada. Algum tempo antes de 20 de setembro (o.s) eles arredondaram uma "grande projeção rochosa". Aqui, o koch de Ankudinov naufragou e os sobreviventes foram transferidos para as duas embarcações restantes. No início de outubro, uma tempestade explodiu e o koch de Fedot desapareceu. Em 1653/4, Dejniov resgatou da mulher indígena Koryaks Fedot Yakut, que o acompanhara do Kolyma. Ela disse que Fedot morreu de escorbuto, que vários de seus companheiros foram mortos pelos Koryaks, e que o resto fugiu em pequenos barcos para um destino desconhecido.
O koch de Dejniov foi impulsionado pela tempestade e acabou naufragando em algum lugar ao sul do Anadyr. Os 25 homens restantes vagaram por um país desconhecido por 10 semanas até chegarem à foz do Anadyr. Doze homens subiram o Anadyr, caminharam por 20 dias, não encontraram nada e voltaram atrás. Três dos homens mais fortes voltaram para Dejniov e os demais nunca mais foram ouvidos. Na primavera ou início do verão de 1649, os 12 homens restantes construíram barcos de madeira à deriva e subiram o Anadyr. Eles provavelmente estavam tentando sair da tundra para o país florestal para obter sables e lenha. Cerca de 320 milhas rio acima, eles construíram um zimov'ye (bairros de inverno) em algum lugar perto de Anadyrsk e submeteram os Yukaghirs locais a tributo.
Em 1649, os russos no Kolyma subiram o ramo do rio Anyuy do Kolyma e aprenderam que se podia viajar de suas cabeceiras para as cabeceiras do Pogycha-Anadyr. Em 1650, Stadukhin e Semyon Motora seguiram esta rota e tropeçaram no acampamento de Dejniov. A rota terrestre era claramente superior e a rota marítima de Dejniov nunca mais foi usada. Dejniov passou os anos seguintes explorando e coletando tributos dos nativos. Mais cossacos chegaram do Kolyma; Motora foi morto e Stadukhin foi para o sul para encontrar o rio Penzhina. Dejniov encontrou uma torre de morsa na foz do Anadyr e, finalmente, acumulou mais de 2 toneladas de marfim de morsa, muito mais valioso do que as poucas peles encontradas em Anadyrsk.
Em 1659, Dejniov transferiu sua autoridade para Kurbat Ivanov, o descobridor do lago Baical. Em 1662 esteve em Iacutusque. Em 1664 chegou a Moscou e depois de vender 4,6 toneladas de presas de morsa do Norte, tornou-se um homem rico. Além disso, por seus méritos como pesquisador, recebeu o título de chefe. Mais tarde, serviu no rio Olenyok e no rio Vilyuy. Em 1670, ele escoltou 47.164 rublos (um soldado recebia cerca de 5 rublos por ano) de tributo a Moscou e morreu lá no final de 1672.

### Resultados da expedição de Dejniov em 1648
Como dito acima, Dejniov viajou com Fedot Alekseyev e outros dois, Andreev e Afstaf'iev. Com exceção de Dejniov, nenhum dos outros líderes desta expedição sobreviveu para contar sua história. Dejniov contornou a extremidade oriental da Ásia, Cabo Oriental, agora conhecido pelos russos como Cabo Dejniov, possivelmente fez landfall nas Ilhas Diomede, navegou pelo Estreito de Bering, alcançou o rio Anadyr, subiu-o e fundou o ostrog Anadyr.
Quatro dos sete navios foram perdidos antes de chegar ao estreito de Bering, e o koch de Ankudinov naufragou no estreito de Bering ou perto dele. Isso significava que apenas duas embarcações ultrapassavam o estreito. Acredita-se que o barco de Alekseyev tenha feito landfall nas proximidades do rio Kamchatka, mais abaixo da costa de Kamchatka. Parece que os estudiosos concordam apenas sobre o destino do navio de Dejniov, que não foi perdido.
Acreditava-se na época que esses navios haviam chegado à costa americana e que seus homens haviam fundado um assentamento russo lá. Tal colônia foi procurada por muitas expedições russas lançadas pela Companhia Russo-Americana a partir de 1818 e durante o início da década de 1820.

## Uma descoberta e sua redescoberta

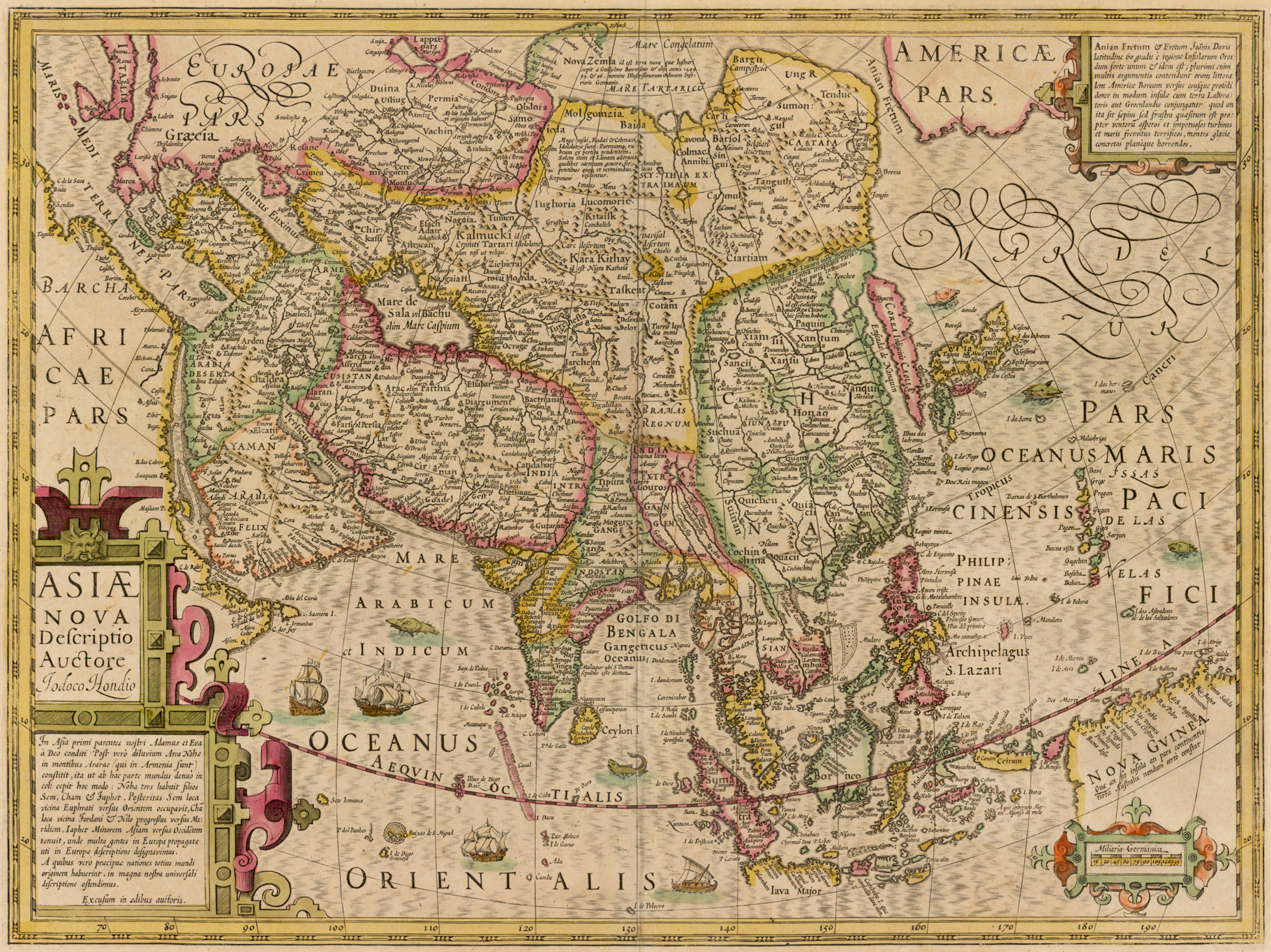
Um mapa de 1610 de Jodocus Hondius mostrando o Estreito de Anian (Anian Fretum) na localização aproximada do Estreito de Bering

Desde pelo menos 1575 que os geógrafos europeus tinham ouvido falar de um estreito de Anián ligando o Pacífico e o Ártico. Alguns tinham-no no estreito de Bering (mapa à direita) e outros tinham-no a correr do Golfo da Califórnia até à baía de Baffin. Não é certo que os russos na Sibéria tivessem ouvido falar dele. O primeiro mapa ocidental a mostrar um estreito de Anian entre a Ásia e a América do Norte foi provavelmente o de Giacomo Gastaldi em 1562. Muitos cartógrafos seguiram esse exemplo até a época de Bering. A fonte seria uma interpretação de Marco Polo, mas os documentos não explicam de onde surgiu a ideia.
Dejniov era analfabeto ou semialfabetizado e provavelmente não entendia a importância do que havia feito. Ele certamente não navegou até o Alasca, provou que não havia ponte terrestre para o norte ou para o sul, ou comparou seu conhecimento com o de geógrafos eruditos. Em nenhum lugar ele afirmou ter descoberto a ponta oriental da Ásia, apenas que ele havia arredondado uma grande projeção rochosa em seu caminho para o Anadyr.
Dejniov deixou relatos em Iacutusque e Moscou, mas estes foram ignorados, provavelmente porque sua rota marítima não tinha utilidade prática. Nos 75 anos seguintes, versões distorcidas da história de Dejniov circularam na Sibéria. Os primeiros mapas da Sibéria são bastante distorcidos, mas a maioria parece mostrar uma conexão entre o Ártico e o Pacífico. Alguns têm indícios de Dejniov. Viajantes holandeses ouviram falar de um "Cabo de Gelo" no extremo leste da Ásia. Bering ouviu uma história de que alguns russos haviam navegado do Lena para Kamchatka. Em 1728, Vitus Bering entrou no estreito de Bering e, ao relatar esse empreendimento na Europa, ganhou crédito pela descoberta. Em 1736, Gerhardt Friedrich Müller encontrou os relatórios de Dejniov nos arquivos de Iacutusque e partes da história começaram a ser filtradas de volta para a Europa. Em 1758 ele publicou "Nachrichten von Seereisen ....", que tornou a história de Dejniov geralmente conhecida. Em 1890, Oglobin encontrou mais alguns documentos nos arquivos. Na década de 1950, alguns dos originais que Muller copiou foram redescobertos nos arquivos de Iacutusque.

### Dúvidas sobre a rota de Dejniov
Desde pelo menos 1777, várias pessoas duvidaram da história de Dejniov. As razões são: 1) documentação deficiente, 2) que ninguém foi capaz de repetir a rota de Dejniov até Adolf Erik Nordenskiöld em 1878/79 (oito tentativas sem sucesso foram feitas entre 1649 e 1787; há algumas evidências de que 1648 foi excepcionalmente livre de gelo), 3) e o mais importante, que os documentos podem ser lidos para sugerir apenas que Dejniov arredondava um cabo na costa do Ártico, naufragou naquela costa e vagou por 10 semanas para o sul até o Anadyr. No entanto, a maioria dos estudiosos parece concordar que a história de Dejniov como a temos é basicamente correta.

## Homenagens
Uma cordilheira em Chukotka, uma baía do Mar de Bering, um assentamento no rio Amur e o Cabo Dejniov (o cabo mais oriental da Eurásia) são nomeados em homenagem a Dejniov, assim como a cratera Dejnev em Marte.
O quebra-gelo Semyon Dezhnev, construído em 1971, foi nomeado em sua homenagem.